# 利雅得报
利雅得报（阿拉伯語：  الرياض）是一家報社总部位于沙特阿拉伯利雅德的亲政府報紙，  于1965年5月11日創刊。 利雅得报也是利雅得第一份以阿拉伯语出版的日报。 该报以大报形式出版。 利雅得报在沙特许多城市设有办事处，並在开罗和贝鲁特设有编辑部。 